# Finnyards
Finnyards Oy var ett finländskt varv i Raumo, som hade detta namn 1991–2004. Det bildades av två befintliga varv i Raumo 1991. Från 1998 namnändrades det till Aker Finnyards och 2004 ingick det som Raumo varv i (nya) Aker Finnyards och senare 2008 i STX Finland, fram till nedläggning 2014.
Skeppsbyggandet i Raumo började redan på 1500-talet, då stadens första skeppsvarv etablerades. Det byggdes segelfartyg i Raumo ända fram mot slutet av 1800-talet. Det sista segelfartyget byggt i Raumo sjösattes 1891. Därefter upphörde skeppsbyggandet i Raumo ända fram till slutet av andra världskriget och grundandet av F.W. Hollming Oy:s varv, som byggde krigsskadeståndsfartyg till Sovjetunionen. Fram till 1952 byggde Hollmings varv sammanlagt 34 skonare. Efter att krigsskadesståndskraven uppfyllts, styrdes produktionen över mot att tillverka moderna fartyg av stål. Fram till slutet av 1970-talet var sovjetiska beställare den främsta kundgruppen.
Rauma-Raahe Oy var Raumos andra skeppsvarv, vilket liksom Hollming började bygga krigsskadeståndsskonare 1945. Rauma-Raahe kom att ingå i Rauma–Repola, ett finländskt verkstads- och skogsindustriföretag, som bildades 1952 och var verksamt till 1990. Hollmings och Rauma-Repolas varvsverksamheter slogs samman i november 1991 i Finnyards Oy. Hollmings minoritetsandel såldes 1997.
Finnyards köptes av norska Aker Maritime 1998 och namnändrades till Aker Finnyards Oy. Aker Finnyards slogs sedan samman med Kvaerner Masa-Yards (till Aker Finnyards Oy) 2004, namnändrat 2006 till Aker Yards Oy, och – efter att ha blivit köpt av STX Europe – till STX Finland Cruise Oy 2008, och 2009 till STX Finland Oy.
STX Finland lade ned varvet i Raumo 2014. Varvsverksamhet i Raumo påbörjades igen samma år av Rauma Marine Constructions Oy.

## Byggda fartyg i urval

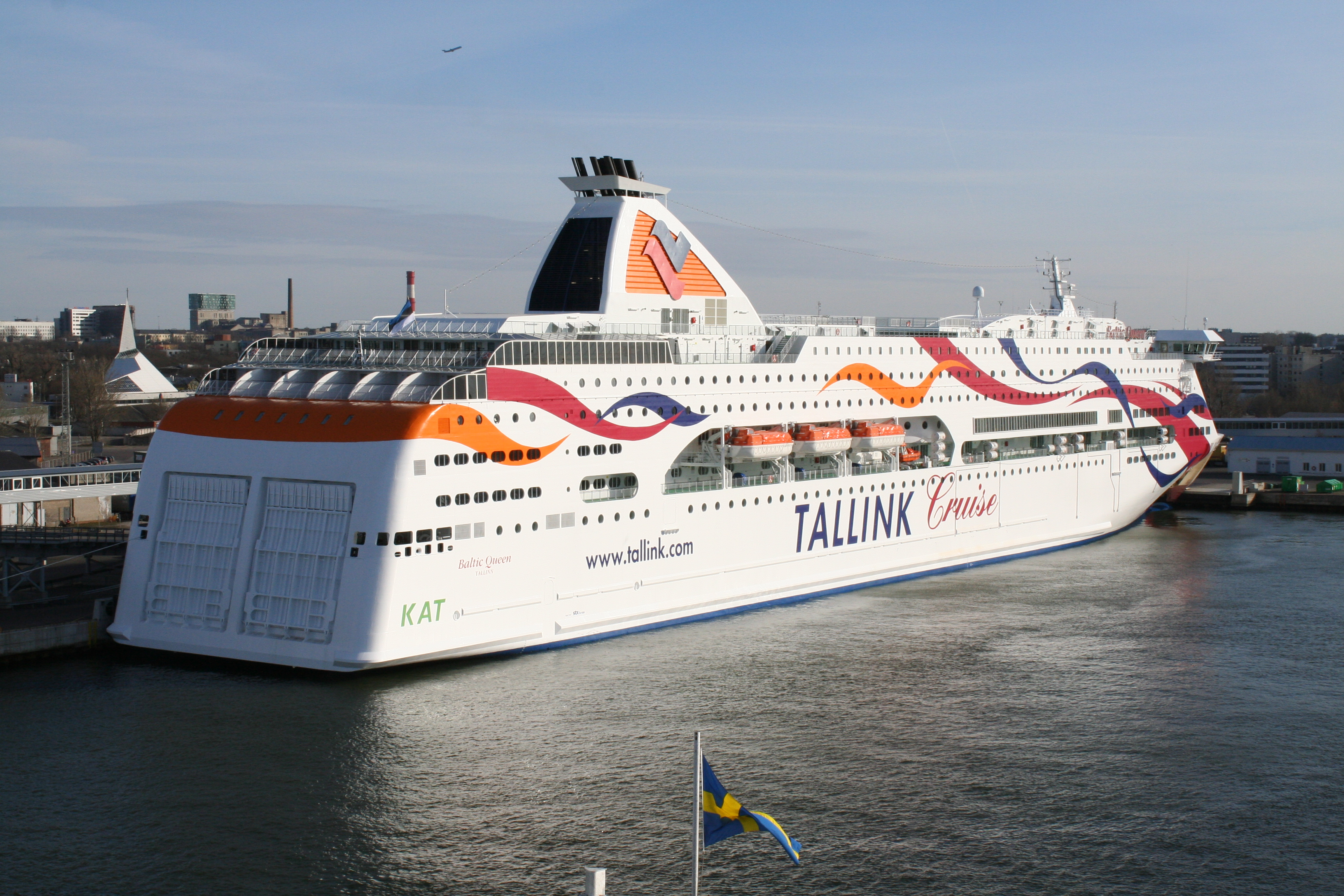
M/S Baltic Queen (2009)

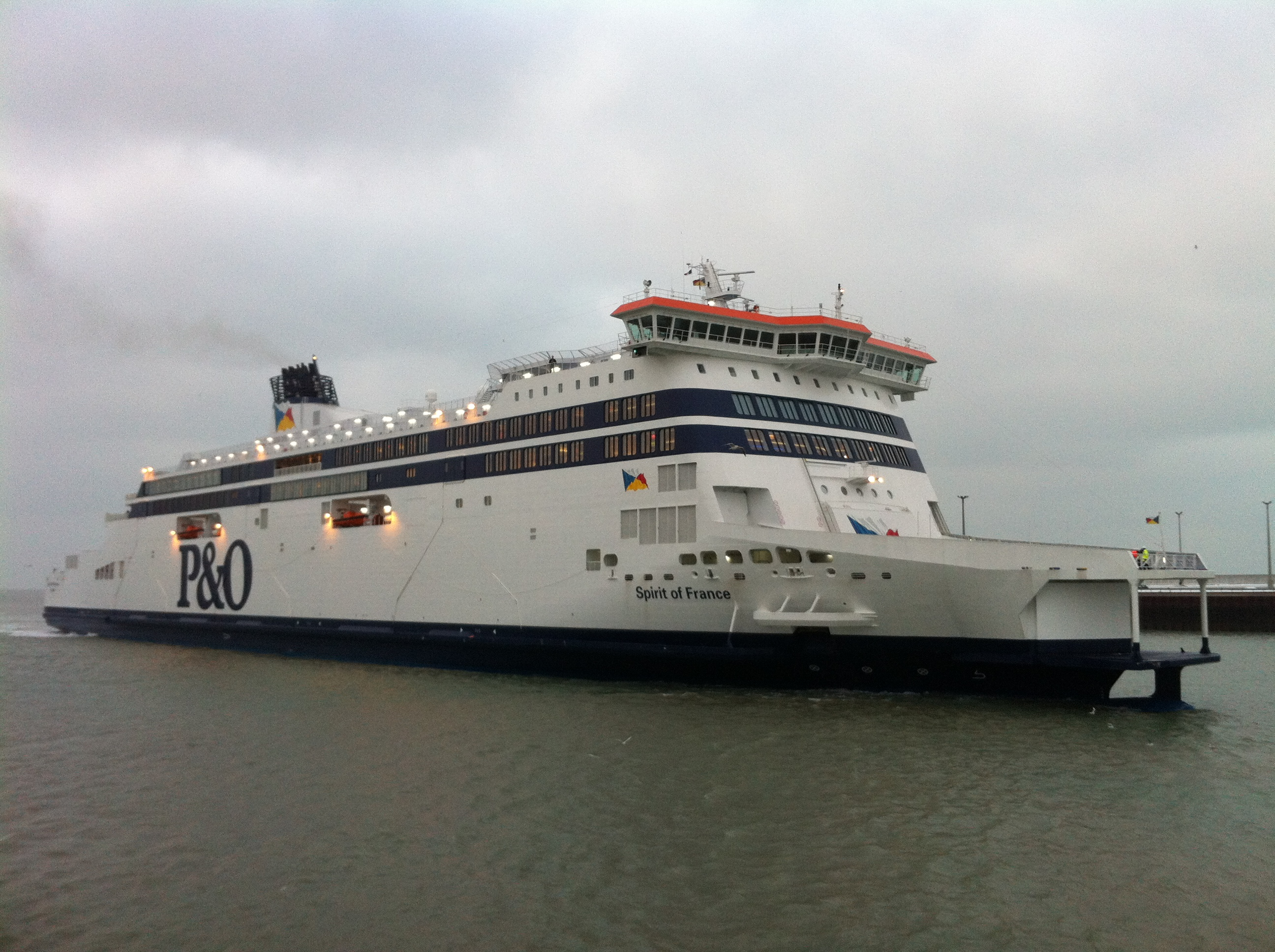
M/S Spirit of France (2012)

- R/V Akademik Mstislav Keldysh, forskningsfartyg (1981)
- Kiisla-klass, bevakningsbåtar för Finlands marin (1984–1988)
- R/V Akademik Sergey Vavilov,  forskningsfartyg (1988)
- Akademik Ioffe, forskningsfartyg (1989)
- M/S Silver Explorer, expeditionsfartyg (1989)
- KBV 181, övervakningsfartyg för Kustbevakningen (1990)
- Rauma-klass, robotbåtar för Finlands marin (1990–1992)
- MSV Fennica, finländsk isbrytare (1993)
- Hamina-klass, robotbåtar för Finlands marin (1996–2006)
- M/S Ulysses, rorofordonsfärja (2001)
- M/V Hjaltland, rorofordonsfärja (2002)
- M/V Hrossey, systerfartyg till M/V Hjaltland (2002)
- M/V Hamnavoe, rorofordonsfärja (2002)
- HMC Protector (tidigare Tavi i Gränsbevakningsväsendet, 2002)
- M/S Romantika (2002)
- Tuuli-klass, svävare för Finlands marin (2003)
- M/S Birka Stockholm (2004)
- M/S Victoria I (2004)
- M/S Galaxy (2006)
- M/S Color Magic (färdigställande, 2007)
- M/S Superspeed 1 (2007)
- M/S Superspeed 2 (2008)
- M/S Baltic Queen (2009)
- M/S Spirit of Britain (2009)
- M/S Spirit of France (2012)
- Agulhas II, sydafrikanskt polarfartyg (2012)
- R/V Mirabilis, namibiskt havsforskningsfartyg (2012)
- VL Turva, kombinationsfartyg för Gränsbevakningsväsendet (2014)